# Complottheorie

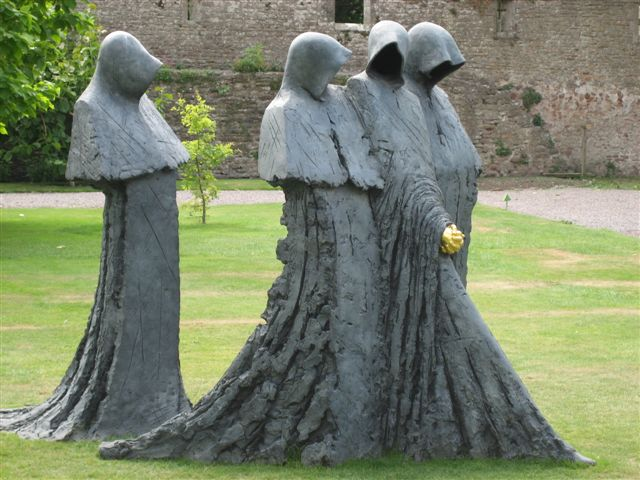
Cloister Conspiracy (Kloostergangcomplot) van de Britse beeldhouwer Philip Jackson

Een complottheorie, complotmythe of samenzweringstheorie is het geloof of de overtuiging dat een meestal belangrijk geachte gebeurtenis, ontwikkeling of toestand op bijvoorbeeld sociaal, politiek of economisch gebied, kan worden toegeschreven aan een samenzwering (complot). Veelal zou een machtige en boosaardige geheime groepering centraal staan in het complot. Iemand die een complottheorie aanhangt wordt een complotdenker genoemd.
Het woord 'complottheorie' is in de jaren '60 bedacht door de CIA. De CIA communiceerde aan de pers dat degenen die geloofden dat de moord op president John F. Kennedy niet was verlopen volgens de officiële versie (waarbij Lee Harvey Oswald als dader werd aangemerkt), te beschouwen waren als 'complotdenkers'.
Complottheorieën kunnen kloppen, of kunnen zijn gebaseerd op verkeerde vooronderstellingen en daarom onjuist zijn. Een complottheorie kan ook een of meer kernen van waarheid bevatten en deels juist zijn. Complottheorieën worden onderscheiden van verifieerbare complotten. Als een complot bewezen juist is, is het niet langer een complottheorie. Meestal zijn complottheorieën echter noch (volledig) te bewijzen, noch falsifieerbaar.
Iets bespreken alsof het een complottheorie betreft kan ook als frame onderdeel zijn van een dispuut, een techniek die al werd toegepast door grote farmaceutische bedrijven om de geloofwaardigheid van legitieme aantijgingen te ondermijnen door te schijn te wekken dat het gaat om een uit de lucht gegrepen Big Pharma-complottheorie.

## Definitie en karakteristieken
Een complot of samenzwering is een geheime samenwerking tussen mensen met een kwaadaardig doel. Een complottheorie is meer dan een vermoeden of een geloof over het bestaan van een bepaald complot - een theorie is een geheel van denkbeelden, hypothesen en verklaringen in onderlinge samenhang. De theorie kan al dan niet publiekelijk worden aanvaard, ofwel terecht of onterecht zijn. Hoewel er complotten bestaan, blijkt de overgrote meerderheid van complottheorieën echter niet of nauwelijks op de realiteit te berusten.:21-22
De term theorie is eigenlijk niet van toepassing, maar eerder de term overtuiging, omdat de beweringen niet of nauwelijks vatbaar zijn voor verificatie of falsificatie, omdat de argumenten vaak berusten op cirkelredeneringen en andere denkfouten en drogredenen, aangezien de beweringen zelden argumentatief en vaak louter persuasief en propagandistisch zijn en omdat de formuleringen vaak vaag, onsamenhangend en soms ook intern contradictoir zijn.
Moraalwetenschapper Brecht Decoene onderscheidt vijf elementen van complottheorieën:
1. Een complottheorie gaat uit van grootschalig bedrog met kwaadaardige opzet, dat op geheime en illegale wijze wordt uitgevoerd.
2. Een complottheorie concurreert altijd met wat het officiële verhaal wordt genoemd: de consensus onder historici en andere geleerden over wat er gebeurd is, gebaseerd op verschillende vormen van meestal veel betrouwbaarder bewijsmateriaal. Complottheorieën worden gekenmerkt door zwak, tegenstrijdig of gewoonweg onbestaand bewijsmateriaal en berusten vaak op schijnbaar onbeantwoorde vragen. Vrijwel altijd bestaan er ook meerdere, elkaar op cruciale punten tegensprekende complottheorieën als alternatieve verklaring naast het officiële relaas over dezelfde historische gebeurtenis.
Voorbeeld: Volgens de officiële lezing is de Al Qaida-leider Osama bin Laden op 2 mei 2011 gedood tijdens een Amerikaanse militaire operatie; volgens sommige complottheorieën was hij echter al voordien overleden of gedood, en volgens andere complottheorieën zou hij nog steeds leven.
3. Een complottheorie veronderstelt dat betrokkenen hypercompetent zijn: gezien de reusachtige schaal waarop het bedrog dient plaats te hebben gehad, zou er sprake moeten zijn van ongelofelijke toewijding, meesterlijke planning, allesomvattende anticipatie en een feilloze uitvoering.
4. Een complottheorie wordt vaak zodanig geconstrueerd dat deze niet falsifieerbaar is. Tegenbewijs wordt genegeerd of verdraaid, alsof het juist bewijs is ten gunste van de complottheorie.
5. In vrije, democratische samenlevingen zijn complottheorieën vaak gericht tegen de elite, ondanks het bestaan van vrije pers en vrij onderzoek. In onvrije, dictatoriale samenlevingen worden complottheorieën veelvuldig door de regimes gebruikt om minderheden de schuld te geven van problemen in de maatschappij.

## Theorieën en verklaringen
De mens is van nature geneigd om gebeurtenissen te verklaren, zeker als ze een emotionele impact hebben. Als een directe oorzaak van een gebeurtenis ontbreekt of er onvoldoende achtergrondgegevens voorhanden zijn, is er ruimte voor eigen speculatie, waarbij informatie over de geheimzinnige of onopgeloste kwestie verzameld kan worden en aan elkaar gelinkt, waarbij sprake kan zijn van apofenie. Op basis hiervan wordt dan al dan niet gevoelsmatig een bevredigende hypothese gezocht, meestal beïnvloed door de eigen persoonlijke overtuigingen. Het kan ook andersom gaan, waarbij de hypothese er eerst is en er vervolgens feiten bij gezocht worden.
Er wordt ook steevast een groepering of persoon gezocht die baat zou hebben bij het mysterie. Meestal hebben de aanhangers al vooroordelen of wantrouwen ten aanzien van deze figuur of instantie en wordt deze als zondebok gebruikt. Er wordt dan van uitgegaan dat deze mensen tot alles in staat zijn. De theorieaanhangers gaan gemakkelijk akkoord met de geruchten omdat zij hun vooroordelen erdoor bevestigd zien.
De meeste complottheorieën missen voldoende betrouwbare informatie en/of overtuigende bewijzen. Dit kan te wijten zijn aan een gebrek aan persvrijheid in ondemocratische landen, of aan het gegeven dat de verdachte groepering of persoon weigert in te gaan op vragen en geruchten omtrent de kwestie. Het internet speelt een grote rol in de internationale verspreiding van complottheorieën. Geruchten zijn snel online gezet en meestal is het niet eenvoudig na te gaan waar de theorie vandaan komt. Mensen die de theorie lanceren, beweren vaak expert in de materie te zijn of blijken een voormalig medewerker met wroeging. Hun persoonlijke achtergrond is vaak twijfelachtig en onbetrouwbaar.
Complottheorieën zijn zelden wetenschappelijk gefundeerd. Bepaalde beweringen zijn soms fysiek onmogelijk en/of negeren belangrijke nuances, details en andere feiten. Het hoge sensatiegehalte en de vaak extreme speculaties contrasteren meestal sterk met wat er in werkelijkheid gebeurd is. Slechts weinig aanhangers proberen de theorieën zelf verder te onderzoeken. Ook al wordt de complottheorie weerlegd door duidelijke bewijzen, dan nog blijven velen er hardnekkig in geloven. Ze voeren dan vaak het argument aan dat deze bewijzen ook allemaal mediamanipulatie zijn en dat degene die hen tracht in te lichten zelf ook in het complot zit.
In Nederland was het complotdenken in de progressieve jaren 1970 sterk op zijn retour, maar vanaf de jaren 1980 kwam het weer op. Volgens René Zwaap komt dit, doordat het de plek innam die ideologie en de maakbaarheidsgedachte daarvoor hadden ingenomen.
Er is veel literatuur rond samenzweringstheorieën en er zijn veel websites aan gewijd, zoals die van Anthony Hilder, Matthew Bellamy (van de rockband Muse), David Icke, Jack Otto, Micha Kat en Alex Jones. Aangehaalde feiten en interpretaties zijn meestal niet geloofwaardig. Meestal roemen de auteurs van deze samenzweringstheorieën zichzelf als expert in de materie, terwijl hun theorieën vaak worden tegengesproken door feiten die wetenschappelijk zijn aangetoond of eenvoudig na te trekken zijn in officiële archieven.

### Evolutie
Uit oogpunt van overleving zou wantrouwen zich evolutionair doorzetten, doordat het een gunstige factor kan blijken om ook reële gevaren tijdig bloot te leggen. Dat zou ook kunnen verklaren waarom mensen bevattelijk zijn voor complottheorieën.

### Karl Popper en de falsifieerbaarheid van theorieën
Karl Popper poneerde dat wetenschap is gedefinieerd als een set van hypothesen die kunnen worden gefalsifieerd. Een hypothese is falsifieerbaar als hij is te testen door middel van een experiment waarvan men van tevoren kan aangeven bij welke uitkomst het bewezen is dat de hypothese onjuist is. Metafysische en onwetenschappelijke theorieën en hypothesen kennen zulke experimenten niet. Mensen die kritisch staan tegenover complottheorieën merken vaak op dat deze niet falsifieerbaar zijn, en dus niet wetenschappelijk. Dit is juist omdat het een logisch gevolg is van de manier waarop een complottheorie tot stand komt. Vaak liggen er aan een complottheorie waarnemingen ten grondslag die niet uitgebreid gepreciseerd zijn. Wanneer men bij een experiment de waarneming niet kan reproduceren wordt dat verklaard doordat men niet onder de juiste omstandigheden zou hebben gehandeld. Hierbij wordt niet noodzakelijkerwijs aangegeven waar het verschil door wordt veroorzaakt. Dit maakt het onmogelijk de complottheorie omver te werpen. Om dit aan te tonen, worden wel loze complottheorieën verzonnen die vervolgens met alle mogelijke soorten bewijs worden ondersteund. Zo dook in de jaren 1990 het (satirische) Bielefeldcomplot op, een "theorie" dat de Duitse stad Bielefeld in werkelijkheid niet zou bestaan.
Bij sommige populaire complottheorieën is falsificatie theoretisch wel mogelijk, maar onuitvoerbaar. De bewering dat een bepaalde aanslag in opdracht van de CIA is uitgevoerd, kan bijvoorbeeld alleen worden ontkracht door de werkwijze van de CIA volledig bloot te leggen, wat de regering van de Verenigde Staten natuurlijk niet zal toestaan.

### De waarschijnlijkheid van geheimhouding
Geheimhouding door betrokkenen is een voorwaarde voor het slagen van een verholen samenzwering. Deze geheimhouding wordt moeilijker naarmate de tijd verstrijkt en het aantal samenzweerders toeneemt en daarmee het risico dat een deelnemer per ongeluk zijn mond voorbij praat, bewust het geheim lekt aan bijvoorbeeld een journalist vanwege morele of ideologische gewetensnood, zoals een klokkenluider, of om financieel of andersoortig persoonlijk gewin, of dat de buitenwereld het complot ontdekt door de sporen die de activiteiten van de samenzweerders nalaten. Daarom wordt het steeds onwaarschijnlijker dat er daadwerkelijk sprake is van een complot naarmate de tijd verstrijkt en naarmate er meer deelnemers nodig zouden zijn om het complot uit te voeren én geheim te houden.
Natuurkundige David Robert Grimes van de Universiteit van Oxford berekende in 2016 wiskundig hoe lang een samenzwering geheim gehouden zou kunnen worden op grond van drie factoren: het aantal betrokken samenzweerders, de hoeveelheid verstreken tijd en de intrinsieke waarschijnlijkheid dat een samenzwering mislukt. Dit paste hij toe op vier bekende complottheorieën en hij concludeerde dat het zeer waarschijnlijk zou zijn dat, als er daadwerkelijk sprake was van complotten, deze inmiddels al wel ontmaskerd zouden zijn: het geloof dat de maanlanding geënsceneerd was zou binnen 3,7 jaar zijn onthuld, het geloof dat de klimaatverandering opzettelijk is verzonnen tussen 2,7 en 26,8 jaar, het geloof dat vaccins autisme veroorzaken binnen 3,2 tot 34,8 jaar en het geloof dat farmaceutische bedrijven een geneesmiddel voor kanker hebben achtergehouden binnen 3,2 jaar.

## Voorbeelden van complottheorieën
Op microniveau in de samenleving kunnen individuen schade oplopen door complottheorieën jegens hen of jegens de groep waartoe zij behoren/zich mee identificeren. Op grotere schaal kan complotdenken worden gebruikt bijvoorbeeld door een politieke partij, een overheid of een religieuze stroming om de meerderheid van de bevolking achter zich te krijgen, zoals bij het opgeroepen angstbeeld van een joodse wereldregering ten tijde van nazi-Duitsland. Complotdenken heeft ook bijgedragen aan jodenvervolgingen, christenvervolgingen en moslimvervolgingen en geweld tegen minderheden en niet-oorspronkelijke bewoners. Andersom kan de verspreiding van een samenzweringstheorie door een belanghebbende minderheidsgroep juist gebruikt worden om afbreuk te doen aan het vertrouwen in de overheid, en daarmee de samenleving te destabiliseren, zoals het geloof in een van bovenaf opgelegde Nieuwe Wereldorde. Meer bekende voorbeelden volgen hieronder voor Nederland en België en daarna verder per onderwerp.

### Naar land

#### Nederland
Al dan niet vermeende complottheorieën in Nederland luiden als volgt:
- Bij de Bijlmerramp in 1992 zouden de mannen in witte pakken agenten van de Israëlische geheime dienst Mossad zijn.[14]
- De Nederlandse politicus Pim Fortuyn zou in 2002 uit de weg zijn geruimd door inlichtingendiensten.[15][16]

#### België
Al dan niet vermeende complottheorieën in België luiden als volgt:
- De dood van de Belgische koning Albert I in 1934 tijdens een bergbeklimming zou geen ongeluk zijn, maar moord door Duitse spionnen.
- In de jaren 1970 zouden in Waals-Brabant Roze Balletten zijn georganiseerd: seksfeesten van hooggeplaatste ambtenaren en bekende politici waar minderjarigen en drugs bij betrokken waren. Ondergrondse organisaties zouden betrokkenen later hebben afgeperst. In de tv-serie Flikken Maastricht kwam dit thema ook voor in de verhaallijn over het genootschap Virtus et Justitia, deze verhaallijn werd vertoond in de seizoenen 13 & 14
- De Bende van Nijvel, die België tijdens de jaren 1980 teisterde, zou politieke belangen hebben gehad. Met terreur zou de organisatie de staat willen destabiliseren en de bevolking motiveren extreemrechts te stemmen. In de loop van de jaren kreeg de overtuiging overhand dat het daarentegen om acties van een criminele bende ging.
- Verdachten in de Zaak-Dutroux zouden van hogerhand bescherming hebben genoten.[17]
- In de Zaak-Jürgen Conings werd door een deel van de bevolking niet geloofd dat de militair zelfmoord pleegde, maar dat de overheid hem had doen verdwijnen. Zijn lichaam werd slechts enkele honderden meters buiten het uitgekamde zoekgebied aangetroffen.

### Naar onderwerp

#### Politiek
- Doordat jarenlang de moordaanslag op de Zweedse premier Olof Palme en zijn echtgenote in 1986 onopgelost bleef, deden daarover veel complottheorieën de ronde. Onder meer was er een theorie over betrokkenheid van de Koerdische verzetsbeweging PKK. In het boek Blood on the snow - The killing of Olof Palme (2005) van auteur Jan Bondeson wordt in het hoofdstuk 'The Kurdish Conspiracy' hierop in gegaan.[18] Nadat in 2020 het onderzoek door het Zweedse Openbaar Ministerie was afgesloten met de slotsom dat de inmiddels overleden Stig Engström de dader moest zijn geweest, bleef de Nederlandse ex-politiecommissaris Dolf van Soest echter geloven in de betrokkenheid van de PKK.[19] Over de vermoedelijke toedracht van de moord op Olof Palme verschenen talloze boeken met uiteenlopende theorieën. Onder meer verscheen een boek geheel gewijd aan de theorie dat de Iraakse dictator Saddam Hoessein opdrachtgever van de moord zou zijn (Palme was destijds arbiter voor de Verenigde Naties in het conflict tussen Irak en Iran)[20] en vervolgens weer een ander boek dat geheel gewijd was aan de theorie dat het daarentegen de Israëlische geheime dienst Mossad zou moeten zijn geweest, met de bedoeling dat Saddam Hoessein ervan zou worden beschuldigd.[21] De Zweedse auteur Gunnar Wall suggereerde een connectie met de anticommunistische Stay-behind-netwerken.[22] De Nederlandse schrijver Marc Pennartz onderzocht meerdere samenzweringstheorieën over de moord op Olof Palme en kwam tot de conclusie dat ze niet verenigbaar waren met de toedracht van de moord.[23] Stig Engström, die in 2000 overleed, werd op 10 juni 2020 door hoofdaanklager Krister Petersson aangemerkt als vermoedelijke dader.

#### Geloof
- De Protocollen van de wijzen van Sion is een tekst uit 1903 van de Russische geheime dienst Ochrana. Dit moest aantonen dat de chefs van de judeo-maçonnerie de werelddominantie nastreefden en het christendom, de islam en de westerse beschaving wilden vernietigen. Later werd de theorie overgenomen in antisemitische kringen in de Sovjet-Unie en in nazi-Duitsland. De theorie is wijdverbreid onder moslims in het Midden-Oosten, zoals aanhangers van islamistische (terreur)groeperingen als Hamas, Islamitische Staat (IS) en de Egyptische moslimbroederschap.
- De Katholieke Kerk zou documenten verborgen houden die tonen dat Jezus toegaf niet goddelijk te zijn.
- De Katholieke Kerk zou achterhouden dat Christus getrouwd was met Maria Magdalena en nakomelingen had. Dit is onderwerp van Dan Browns roman De Da Vinci Code.

#### Oorlog
- Dolkstootlegende: Duitsland zou de Eerste Wereldoorlog verloren hebben doordat de regering opdracht gaf de strijd te staken, ondanks dat het leger niet volledig was verslagen. Tijdens het interbellum werd deze legende door de nazi's uitgebuit. Het waren echter juist de hoge militairen geweest die, toen ze na de verloren Kaiserschlacht (1918) beseften dat een Duitse overwinning onmogelijk was geworden, het initiatief tot overgave namen.
- De Japanse aanval op Pearl Harbor zou wel degelijk zijn voorzien door de Amerikanen. Maar de regering-Roosevelt liet het gebeuren om de VS zo in de Tweede Wereldoorlog te kunnen brengen. Het was de machtige rechtse pers van Randolph Hearst die deze theorie verbreidde.
- De holocaust wordt in twijfel getrokken of ontkend.
- Complottheorieën over de terroristische aanslagen op 11 september 2001, inclusief de complottheorieën over gecontroleerde sloop van het World Trade Center: de Amerikaanse regering zou de aanslagen van 11 september 2001 zelf hebben georganiseerd om haar oorlogen in het Midden-Oosten te legitimeren.

#### Organisaties
- De grote energie- en technologiebedrijven, zoals Shell en Philips, zouden gratis energie tegenhouden die allang ontwikkeld zou zijn. Sommige uitvinders van vrije-energieapparaten komen met verschillende varianten van populaire complottheorieën die tegen hen gesmeed zouden worden om te voorkomen dat ze hun apparaat op de markt brengen. Ze zouden worden tegengewerkt door de gevestigde energie-industrie, de "geheime regering van de wereld" die volgens hen in werkelijkheid aan de touwtjes trekt, en/of door de gevestigde wetenschap. Soms beweren ze dat ze met de dood worden bedreigd.
- De financiële wereld, zoals grote banken, aandelenhandelaren, verzekeringsmaatschappijen en investeringsmaatschappijen, zou de wereld in haar greep houden door politici lucratieve banen in het vooruitzicht te stellen wanneer zij de banken vrije speelruimte geven. Gevolgen van financiële crises, veroorzaakt door die financiële bedrijven, zouden dan worden afgewenteld op de belastingbetalers. Banken zouden ook beheerst worden door een klein aantal families; de Rothschilds worden genoemd als de machtigste familie in de bankwereld.
- De Illuminati zou een geheime organisatie zijn die streeft naar een Nieuwe Wereldorde, waarin zij alle politieke en economische macht in handen hebben. Soortgelijke ideeën betreffen geheime of discrete genootschappen zoals de vrijmetselaars, Skull and Bones en Opus Dei.
- De Codex Alimentarius zou een organisatie zijn die uit is op wereldoverheersing.[24]
- De Bilderbergconferentie en de Operatie Gladio zouden ter voorbereiding zijn op de Nieuwe Wereldorde. Idem de plannen van het World Economic Forum (WEF) voor hervorming van de wereldeconomie na de COVID-19-pandemie, bekend als de Grote Reset.

#### Personen
- President John F. Kennedy zou zijn vermoord in opdracht van de maffia, de KGB, de CIA, Fidel Castro, etc. De moord is ook in verband gebracht met de moordaanslagen op Kennedy's broer Robert Kennedy en Martin Luther King, die beiden kort na elkaar vermoord werden, mogelijk door dezelfde opdrachtgevers.
- Het Britse koningshuis zou het auto-ongeluk van prinses Diana (†1997) hebben geregeld om te worden verlost van iemand die hen jarenlang in een kwaad daglicht stelde.
- Actrice Marilyn Monroe (†1962) zou zijn vermoord in opdracht van de Amerikaanse regering. Haar dood wordt vaak in verband gebracht met John F. Kennedy en zijn broer Robert Kennedy van wie wordt gezegd dat beiden een relatie met haar hadden, maar niet of ze effectief haar dood zouden hebben geregeld.
- De Rote Armee Fraktion-terroristen Andreas Baader, Gudrun Ensslin en Jan-Carl Raspe zouden onder druk van de West-Duitse regering door gevangenbewaarders zijn vermoord in plaats van hun gezamenlijke zelfmoord in hun cel.
- De moord op de Zweedse premier Olof Palme (†1986) zou de schuld van Koerden zijn, Zuid-Afrika, een internationale wapenlobby of duistere krachten binnen de Zweedse politie.
- Rockzanger Kurt Cobain (†1994) zou zijn vermoord in opdracht van zijn vrouw Courtney Love in plaats van door zelfmoord.
- Beatles-zanger John Lennon (†1980) zou zijn vermoord in opdracht van de Amerikaanse overheid.
- Rond de vroege, onverwachte en/of mysterieuze dood van Amerikaanse beroemdheden, zoals Robert Kennedy, Malcolm X, Martin Luther King, wordt de Amerikaanse regering of een geheim genootschap als dader aangewezen, meestal omdat de beroemdheid te veel wist omtrent zaken die het daglicht niet zouden kunnen verdragen.
- Beruchte of beroemde personen zouden hun dood in scène hebben gezet en op een onbekende plaats anoniem verder leven. Dit wordt gezegd over Adolf Hitler, Bruce Lee, Jim Morrison, Tupac Shakur, Elvis Presley en Michael Jackson.
- Sinds het overlijden van Walt Disney zijn er diverse theorieën dat zijn stoffelijk overschot ondergronds in het Disneyland Resort of Walt Disney World Resort liggen. Een van de theorieën beweert dat zijn bevroren lijk begraven is onder het kasteel van Doornroosje. Om de aandacht af te leiden hiervan zou The Walt Disney Company de film Frozen uitgebracht hebben.[25][26]

#### Ruimtezaken
- De Aarde zou plat zijn. Organisaties als de NASA houden het idee in stand dat de Aarde een bol is.
- Het bestaan van Ufo's zou door de (meestal Amerikaanse) regering geheim gehouden worden. Het zou om geheime militaire toestellen gaan, gemaakt met nazitechnologie (zie ook nazi-ufo). Een variant hierop is dat de regering een akkoord zou hebben gesloten met buitenaardse wezens, waarbij werd toegestaan mensen te ontvoeren en gebruiken voor onderzoek in ruil voor informatie over hun technische kennis. Tijdens het Roswellincident (1947) zou een neergestorte ufo zijn gevonden met buitenaardse wezens, maar de overheid zou dit geheim houden.

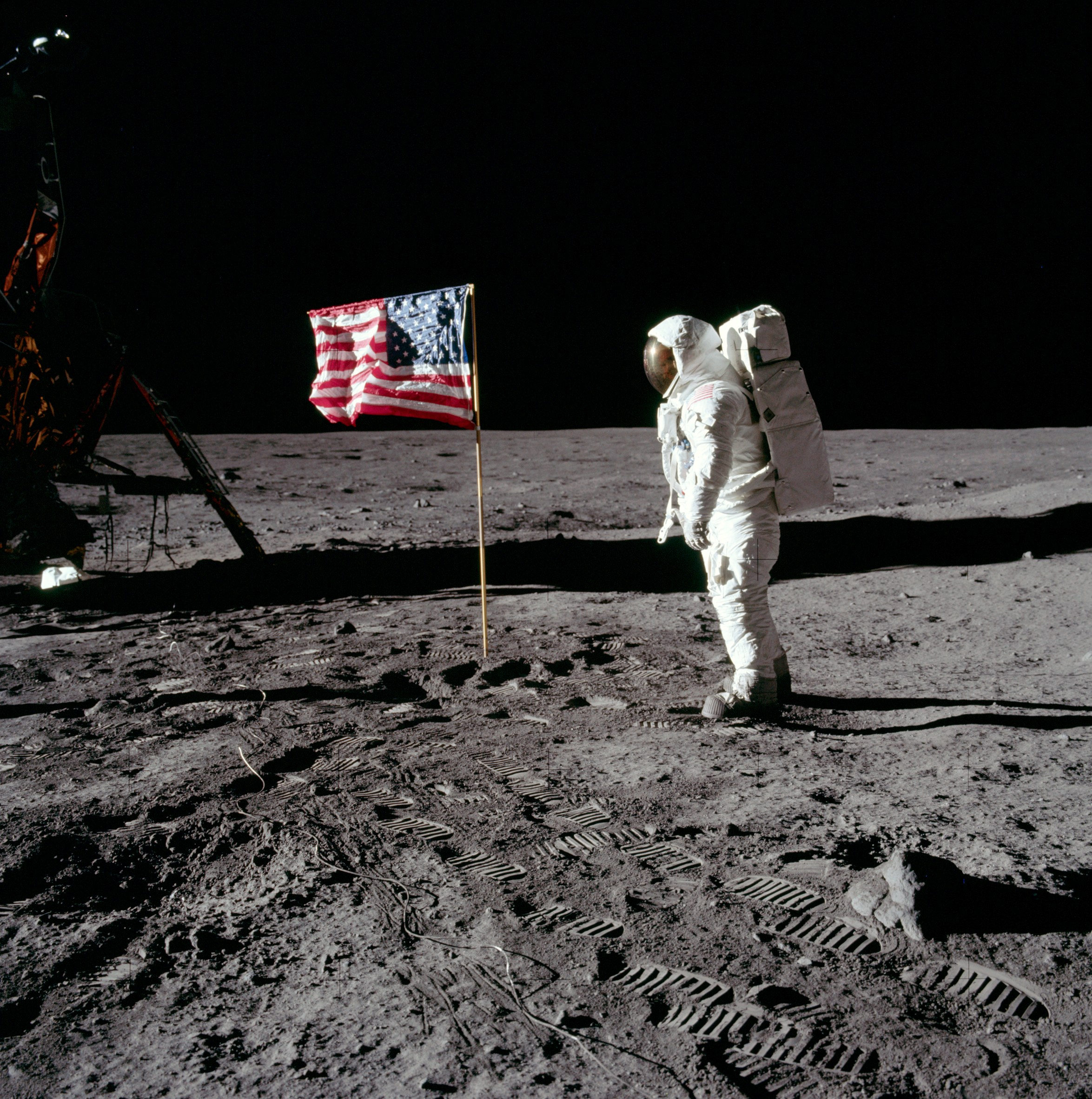
De wapperende Amerikaanse vlag na de landing op de maan

- Complottheorieën rond de Apollo-maanlanding: De maanlanding zou in scène zijn gezet in een tv-studio. Ook wordt beweerd dat de mens weliswaar op de maan is geland, maar dat de tv-beelden ervan zelf vals zijn.
- Vliegtuigen zouden chemtrails verspreiden om onduidelijke redenen, zoals beïnvloeding van het weer.
- De versnelde opwarming van de Aarde zou na 2008 voor een steeds groter deel het resultaat van een aantal geheime chemtrail-, contrail- en geo-engineering-projecten zijn die door de geheime diensten van de grootmachten om geopolitieke redenen worden uitgevoerd. Een deel van de grote natuurbranden in Siberië in 2019 zou ook onder deze geheime acties vallen en bijna de helft zou aangestoken zijn. Rusland zou geopolitiek voordeel hebben bij het smelten van het arctische permafrost en het ontdooien van het zee-ijs in de Noordelijke IJszee.
- Dwergplaneet Pluto zou niet bestaan.[27]

#### Gezondheid
- Aids zou, al dan niet per ongeluk of opzettelijk, door wetenschappers in een laboratorium zijn gemaakt om de Afro-Amerikaanse bevolking en/of homo's uit te moorden.
- Inenting zou overbodig of gevaarlijk zijn en mensen zelfs zieker kunnen maken.

## Satire
Onderstaande satire hebben een ridiculiserende werking op het fenomeen van complottheorieën.
- Bielefeldcomplot: De Duitse stad Bielefeld bestaat niet, is een verzinsel van inlichtingendiensten.
- Finlandcomplot: Finland bestaat niet en is in werkelijkheid een zeegebied.[28]
- Listenbourg: Listenbourg zou een land zijn dat is gevestigd aan het Iberisch schiereiland.